# Saltos ornamentais nos Jogos Olímpicos de Verão de 2020 - Plataforma 10 m individual masculino
A competição da plataforma de 10 m individual masculino dos saltos ornamentais nos Jogos Olímpicos de Verão de 2020 foi realizada em 6 e 7 de agosto de 2021, no Centro Aquático de Tóquio, em Tóquio. Um total de 29 saltadores de 18 Comitês Olímpicos Nacionais (CON) participaram do evento.

## Qualificação
Os doze melhores saltadores do Campeonato Mundial de Esportes Aquáticos de 2019 ganharam uma vaga para seu respectivo CON. O primeiro colocado em cada um dos cinco campeonatos continentais também garantiram uma vaga (excluindo aqueles que conquistaram a vaga pelo Campeonato Mundial e saltadores de CONs que já haviam conquistado duas vagas). As vagas restantes foram para os melhores colocados da Copa do Mundo de Saltos Ornamentais de 2020 (com as mesmas limitações) até que o número máximo de vagas fosse alcançado.
Cada saltador deveria ter pelo menos 14 anos até o final de 2020 para poder competir.

## Formato
A competição foi realizada em três fases:
- Preliminar: Todos os saltadores realizam seis saltos; os 18 melhores avançam a semifinal.
- Semifinal: Os saltadores classificados realizam seis saltos; as pontuações da fase preliminar são desconsideradas e os doze melhores avançam a final.
- Final: Os saltadores classificados realizam seis saltos; as pontuações da semifinal são desconsideradas e os três melhores conquistam as medalhas de ouro, prata e bronze, respectivamente.

Em cada rodada de saltos cada um deve ser de cada um dos seis grupos (para frente, de costas, revirado, ponta pé a lua, parafuso e parada de mãos).

## Calendário
Horário local (UTC+9)
| Dia                 | Horário | Fase       |
| ------------------- | ------- | ---------- |
| 6 de agosto de 2021 | 15:00   | Preliminar |
| 7 de agosto de 2021 | 10:00   | Semifinal  |
| 7 de agosto de 2021 | 15:00   | Final      |

## Medalhistas
| Ouro   | CHN Cao Yuan  |
| Prata  | CHN Yang Jian |
| Bronze | GBR Tom Daley |

## Resultados
Um total de 29 saltadores competiram, com os três melhores colocados na final garantindo as medalhas.
| Pos.              | Saltadores            | CON                | Preliminar | Preliminar | Semifinal   | Semifinal   | Final       | Final       | Final       | Final       | Final       | Final       | Final       |
| Pos.              | Saltadores            | CON                | Pontos     | Pos.       | Pontos      | Pos.        | Salto 1     | Salto 2     | Salto 3     | Salto 4     | Salto 5     | Salto 6     | Pontos      |
| ----------------- | --------------------- | ------------------ | ---------- | ---------- | ----------- | ----------- | ----------- | ----------- | ----------- | ----------- | ----------- | ----------- | ----------- |
| Medalha de ouro   | Cao Yuan              | CHN China          | 529.30     | 2          | 513.70      | 1           | 102.00      | 81.60       | 97.20       | 97.20       | 101.75      | 102.60      | 582.35      |
| Medalha de prata  | Yang Jian             | CHN China          | 546.90     | 1          | 480.85      | 2           | 90.10       | 94.50       | 89.25       | 91.20       | 102.60      | 112.75      | 580.40      |
| Medalha de bronze | Tom Daley             | GBR Grã-Bretanha   | 453.70     | 4          | 462.90      | 4           | 98.60       | 91.20       | 91.80       | 80.50       | 94.35       | 91.80       | 548.25      |
| 4                 | Aleksandr Bondar      | ROC                | 513.85     | 3          | 464.10      | 3           | 75.20       | 91.80       | 85.75       | 81.00       | 94.35       | 86.40       | 514.50      |
| 5                 | Viktor Minibaev       | ROC                | 391.95     | 14         | 447.50      | 5           | 68.80       | 91.80       | 91.80       | 73.80       | 83.25       | 86.40       | 495.85      |
| 6                 | Oleksiy Sereda        | UKR Ucrânia        | 435.90     | 6          | 416.05      | 7           | 83.20       | 79.20       | 88.20       | 56.10       | 75.00       | 80.00       | 461.70      |
| 7                 | Rikuto Tamai          | JPN Japão          | 374.25     | 16         | 413.65      | 8           | 72.00       | 86.40       | 75.85       | 86.40       | 35.70       | 75.60       | 431.95      |
| 8                 | Cassiel Rousseau      | AUS Austrália      | 423.55     | 8          | 444.10      | 6           | 57.60       | 61.20       | 74.25       | 76.50       | 72.00       | 88.80       | 430.35      |
| 9                 | Jordan Windle         | USA Estados Unidos | 390.05     | 15         | 409.80      | 9           | 68.80       | 72.60       | 39.60       | 88.80       | 69.70       | 68.40       | 407.90      |
| 10                | Kawan Pereira         | BRA Brasil         | 371.65     | 17         | 400.40      | 12          | 60.80       | 79.20       | 46.20       | 79.55       | 56.10       | 72.00       | 393.85      |
| 11                | Brandon Loschiavo     | USA Estados Unidos | 403.85     | 11         | 409.75      | 10          | 67.20       | 59.40       | 48.60       | 69.70       | 66.60       | 72.15       | 383.65      |
| 12                | Andrés Villarreal     | MEX México         | 410.30     | 9          | 405.55      | 11          | 67.20       | 59.40       | 59.50       | 42.50       | 72.15       | 81.00       | 381.75      |
| 13                | Nathan Zsombor-Murray | CAN Canadá         | 443.85     | 5          | 397.85      | 13          | Não avançou | Não avançou | Não avançou | Não avançou | Não avançou | Não avançou | Não avançou |
| 14                | Rafael Quintero       | PUR Porto Rico     | 396.90     | 12         | 397.55      | 14          | Não avançou | Não avançou | Não avançou | Não avançou | Não avançou | Não avançou | Não avançou |
| 15                | Kim Yeong-taek        | KOR Coreia do Sul  | 366.80     | 18         | 374.90      | 15          | Não avançou | Não avançou | Não avançou | Não avançou | Não avançou | Não avançou | Não avançou |
| 16                | Woo Ha-ram            | KOR Coreia do Sul  | 427.25     | 7          | 374.50      | 16          | Não avançou | Não avançou | Não avançou | Não avançou | Não avançou | Não avançou | Não avançou |
| 17                | Timo Barthel          | GER Alemanha       | 395.70     | 13         | 364.50      | 17          | Não avançou | Não avançou | Não avançou | Não avançou | Não avançou | Não avançou | Não avançou |
| 18                | Sebastián Villa       | COL Colômbia       | 407.30     | 10         | 341.40      | 18          | Não avançou | Não avançou | Não avançou | Não avançou | Não avançou | Não avançou | Não avançou |
| 19                | Rylan Wiens           | CAN Canadá         | 366.70     | 19         | Não avançou | Não avançou | Não avançou | Não avançou | Não avançou | Não avançou | Não avançou | Não avançou | Não avançou |
| 20                | Isaac Souza           | BRA Brasil         | 339.30     | 20         | Não avançou | Não avançou | Não avançou | Não avançou | Não avançou | Não avançou | Não avançou | Não avançou | Não avançou |
| 21                | Jaden Eikermann       | GER Alemanha       | 330.75     | 21         | Não avançou | Não avançou | Não avançou | Não avançou | Não avançou | Não avançou | Não avançou | Não avançou | Não avançou |
| 22                | Óscar Ariza           | VEN Venezuela      | 327.05     | 22         | Não avançou | Não avançou | Não avançou | Não avançou | Não avançou | Não avançou | Não avançou | Não avançou | Não avançou |
| 23                | Mohab El-Kordy        | EGY Egito          | 318.55     | 23         | Não avançou | Não avançou | Não avançou | Não avançou | Não avançou | Não avançou | Não avançou | Não avançou | Não avançou |
| 24                | Iván García           | MEX México         | 316.95     | 24         | Não avançou | Não avançou | Não avançou | Não avançou | Não avançou | Não avançou | Não avançou | Não avançou | Não avançou |
| 25                | Reo Nishida           | JPN Japão          | 314.30     | 25         | Não avançou | Não avançou | Não avançou | Não avançou | Não avançou | Não avançou | Não avançou | Não avançou | Não avançou |
| 26                | Jonathan Chan         | SGP Singapura      | 311.15     | 26         | Não avançou | Não avançou | Não avançou | Não avançou | Não avançou | Não avançou | Não avançou | Não avançou | Não avançou |
| 27                | Noah Williams         | GBR Grã-Bretanha   | 309.55     | 27         | Não avançou | Não avançou | Não avançou | Não avançou | Não avançou | Não avançou | Não avançou | Não avançou | Não avançou |
| 28                | Sam Fricker           | AUS Austrália      | 306.50     | 28         | Não avançou | Não avançou | Não avançou | Não avançou | Não avançou | Não avançou | Não avançou | Não avançou | Não avançou |
| 29                | Matthieu Rosset       | FRA França         | 275.70     | 29         | Não avançou | Não avançou | Não avançou | Não avançou | Não avançou | Não avançou | Não avançou | Não avançou | Não avançou |